# Baffinov zaliv
Baffinov zaliv (angleško Baffin Bay, francosko Baie de Baffin, inuktitut Saknirutiak Imanga, grenlandsko Avannaata Imaa) je obsežen morski zaliv oziroma robno morje, ki leži med Atlantskim in Arktičnim oceanom. V smeri s severa proti jugu je dolg 1130 km, obsega površino približno 690.000 km² in ima največjo globino 2136 m. Plovba večji del leta zaradi poledenele morske gladine in plavajočih ledenih gor ni mogoča. Ljudje v tem zalivu lovijo ribe in kite.
Baffinov zaliv na zahodu meji na Baffinov otok, na vzhodu na Grenlandijo, na severu pa na otok Ellesmere. Preko Davisovega preliva in Labradorskega morja je povezan z Atlantskim oceanom, medtem ko ga več ozkih kanalov Naresovega preliva povezuje z Arktičnim oceanom. Morska gladina je v teh kanalih vse leto pokrita s polarnim ledom.
Baffinov zaliv je bil odkrit leta 1562. Imenovan je bil po Williamu Baffinu, ki ga je leta 1616 kot prvi raziskovalec preplul.